# Шмарє-при-Єлшах
Шмарє-при-Єлшах (словен. Šmarje pri Jelšah) — поселення в общині Шмарє-при-Єлшах, Савинський регіон, Словенія. 
Висота над рівнем моря: 234,1 м.